# رالف هارتلی
رالف وینتون لیون هارتلی (به انگلیسی: Ralph Vinton Lyon Hartley) مهندس الکترونیک آمریکایی بود که در پایه‌گذاری بنیادهای نظریه اطلاعات نقش داشت.